# آيت موسى أوعمر (عين جوهرة)
آيت موسى أوعمر هي إحدى مشيخات المملكة المغربية، تتبع جغرافيا لإقليم الخميسات وإداريًا لعين جوهرة. يقدر عدد سكانها بـ 4014 نسمة حسب الإحصاء الرسمي للسكان والسكنى لسنة 2004.